# Palácio de Whitehall

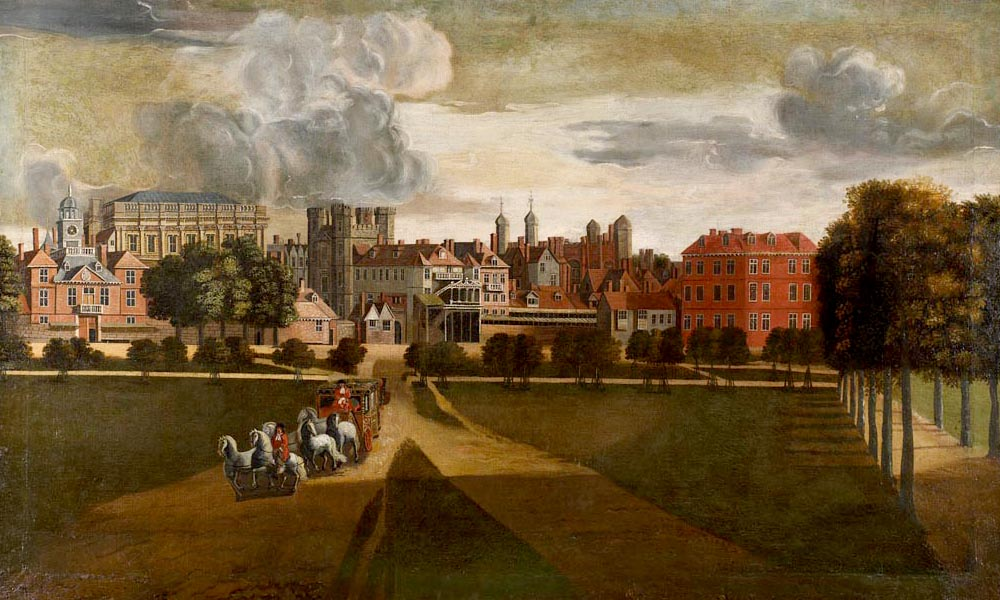
O Palácio de Whitehall desenhado por Hendrick Danckerts, c. 1675, visto de Oeste. A Casa de Banquetes fica à esquerda.

O Palácio de Whitehall (em inglês: Palace of Whitehall) foi um palácio Real e a principal residência dos Reis da Inglaterra em Londres entre 1530 e 1698, quando todo o edifício, com excepção da Casa de Banquetes, desenhada por Inigo Jones em 1622, foi destruído por um incêndio. Antes do incêndio o edifício tinha crescido até se tornar no maior palácio da Europa, com mais de 1.500 salas, sendo ao mesmo tempo o maior edifício do mundo.
O palácio legou o seu nome, Whitehall, ao actual centro administrativo do Governo do Reino Unido.

## Localização
Na época da sua maior expansão, o palácio estendia-se sobre a maior parte da área limitada, actualmente, pela Avenida de Northumberland a Norte; a Downing Street quase até à Porta de Derby (Derby Gate) a Sul; aproximadamente até às elevações dos actuais edifícios voltados para a Estrada da Guarda a Cavalo (Horse Guards Road) a Oeste; e para Este até às margens de então do Rio Tâmisa (depois dessa época, a construção do Aterro de Vitória reclamou mais terras ao Tâmisa) - num total de cerca de 23 acres (93.000 m²).

## História

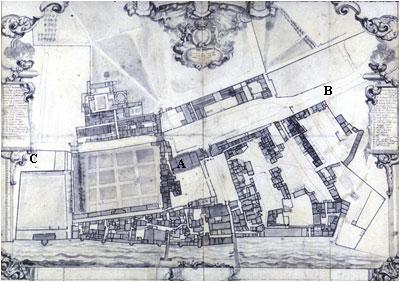
Uma planta do Palácio de Whitehall, datada de 1680.

No século XIII, o Palace of Westminster tornara-se o centro do governo na Inglaterra, tendo sido a principal residência londrina do Rei a partir de 1049. A área circundante tornou-se numa zona muito popular e cara. Walter de Grey, o Arcebispo de York comprou uma propriedade na área pouco depois de 1240, chamando-a de Lugar de York (York Place).
Eduardo I de Inglaterra esteve na propriedade em várias ocasiões enquanto se executavam os trabalhos em Westminster, e ampliou o edifício para permitir a acomodação do seu séquito. O lugar de York foi reconstruido durante o século XV e muito ampliado pelo Cardeal Wolsey, passando então a ter como único rival o Lambeth Palace entre as maiores casas de Londres, incluindo os palácio Reais da cidade. Consequentemente, quando Henrique VIII afastou o Cardeal do poder, em 1530, adquiriu o Lugar de York para substituir Westminster nas funções de principal residência londrina. Inspeccionou, então, os seus tesouros na companhia da sua jovem noiva, Lady Anne Boleyn.

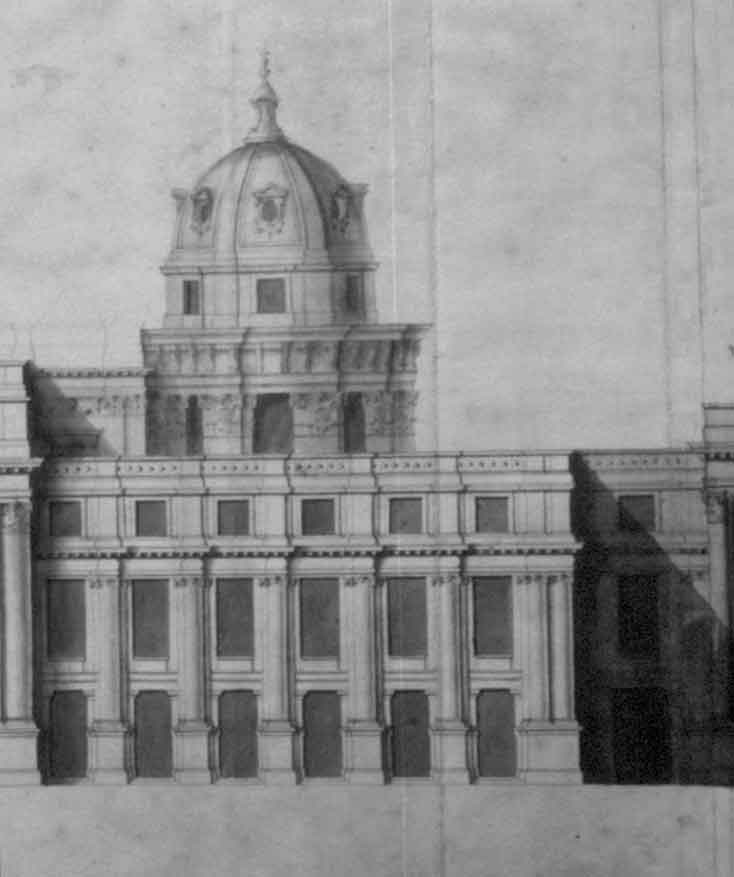
Parte da proposta para substituir o Palácio de Whitehall, segundo o desenho de Christopher Wren, em 1698. O palácio nunca foi reconstruído.

Henrique VIII redesenhou York Place, e mais tarde ampliou e reconstruiu o palácio ao longo da sua vida. Inspirado pelo Richmond Palace, também incluiu um centro recreativo com um camo de bowling, cortes de ténis, um fosso para luta de galos (no local onde se situa o actual nº 70 da Whitehall) e um campo para justas. Estima-se que foram gastas mais de 30.000 libras durante a década de 1540, 50% mais que a construção de todo o Bridewell Palace. Henrique VIII casou com duas das suas esposas no palácio de Whitehall - Anne Boleyn em 1533 e Jane Seymour em 1536. Também foi neste palácio que o Rei morreu em Janeiro de 1547. Em 1611, o palácio acolheu a primeira representação conhecida da peça The Tempest, de William Shakespeare.
Jaime I fez algumas alterações aos edifícios, nomeadamente a construção, em 1622, e uma nova Casa de Banquetes (Banqueting House) segundo o desenho de Inigo Jones para substituir uma série de casas de banquetes anteriores datadas do tempo de Isabel I. A sua decoração foi terminada em 1634 com a conclusão de um tecto pintado por Sir Peter Paul Rubens, encomendado por Carlos I. Em 1650, o palácio era o maior complexo de edifícios seculares na Inglaterra, com mais de 1.500 salas. O esboço era extremamente irregular e as suas partes constituintes  possuiam tamanhos muito diferentes e vários estilos arquitectónicos. O palácio era mais parecido com uma pequena cidade do que com um único edifício.
Carlos II encomendou trabalhos de menor importância. Tal como o seu pai, faleceu no palácio — mas devido a um AVC, não por execução como o seu progenitor. Jaime II ordenou várias alterações, feitas por Sir Christopher Wren, incluindo uma nova capela concluída em 1687, a reconstrução dos aposentos da Rainha (1688?) e os alojamentos privados da Rainha (1689).

## Destruição
Em 1691, quando o Palácio de Whitehall era o maior e o mais complexo palácio da Europa — e um emaranhado de edifícios — um incêndio destruiu a maior parte das suas antigas estruturas. Isso deu, na verdade, uma maior coesão ao complexo. No entanto, um outro incêndio ocorrido mais tarde, no dia 4 de Janeiro de 1698, destruiu a maior parte dos edifícos residenciais e governamentais restantes. Apesar de algumas reconstruções, constrangimentos financeiros impediram uma reconstrução em larga escala. Na segunda metade do século XVIII, a maior parte do local foi cedido para a construção de casas de cidade.
Durante o incêndio foram destruídas muitas obras primas, provavelmente incluindo o Cupido de Michelangelo, uma famosa escultura comprada como parte das Colecções Gonzaga, no século XVII.

## O palácio na actualidade

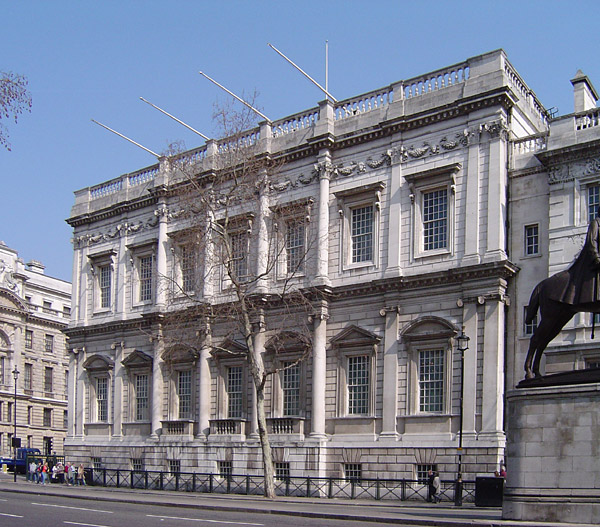
A Casa de Banquetes (Banqueting House), Whitehall, Londres.

A Casa de Banquetes é o único edifício do complexo que se mantém na íntegra, apesar de ter sido um pouco alterada. Ainda existem várias outras partes do velho palácio, frequentemente incorporadas em novos edifícios no complexo governamental de Whitehall. Entre estas encontram-se partes dos antigos cortes de ténis cobertos do tempo de Henrique VIII na Velha Tesouraria e no Cabinet Office (departamento de apoio ao Primeiro-Ministro), no nº 70 da Whitehall.
Com início em 1938, o lado Este do lugar foi novamente desenvolvido com o edifício que agora acolhe o Ministério da Defesa. Um subterrâneo com acesso a partir da Grande Câmara do Cardeal Wolsey, actualmente conhecido como Adega de Vinho de Henrique VIII, um fino exemplo de sala com tecto de tijolo abobadado, com cerca de 70 pés de comprimento por 30 de largura, interferia com a planta do novo edifício e com a rota proposta para a Avenida da Guarda a Cavalo (Horse Guards Avenue). Na sequência de um pedido da Rainha Maria, em 1938, e de uma promessa no Parlamento, foram tomadas providências para preservar a adega. Foi encerrada em aço e concreto, e recolocada nove pés a Oeste e quase 19 pés abaixo, em 1949, quando o edifício foi recomeçado no local, depois da Segunda Guerra Mundial. Esta importante operação foi executada sem qualquer dano significativo na estrutura e, actualmente, a adega permanece a salvo no subterrâneo do edifício.
Alguns entalhes de mármore, originários da antiga capela do palácio (a qual foi construída por Jaime II), podem agora ser vistos na igreja de Burnham on Sea, no Somerset, para onde foram transportados em 1820, depois de terem sido originalmente removidos para a Abadia de Westminster em 1706.